# 킹 코브라 (2016년 영화)
《킹 코브라》(영어: King Cobra)는 2016년 공개된 미국의 전기 영화이다. 브렌트 코리건의 젊은 시절의 이야기를 담고 있다.

## 출연

### 주연
- 크리스찬 슬레이터
- 가렛 클레이턴
- 키건 앨런
- 제임스 프랭코

### 조연
- 몰리 링월드
- 알리시아 실버스톤
- 숀 그랜딜로
- 스펜서 로프랑코
- 로즈메리 하워드
- 에드워드 크로포드